# C12H11NO5
化学式C12H11NO5（摩尔质量：249.22 g/mol）可能指：
- MS15203，CAS号：73912-52-4
- 大霉素B（英语：Macromomycin B），CAS号：70213-45-5

|  | 这个同类索引页列出了具有相同分子式的化学物（即同分異構體）条目。 除非您是有意链接至本页，否则应将相应条目的内部链接指向正确的条目。 |